# 她和他和她的澎湖灣
《她和他和她的澎湖灣》是台湾Erotes Studio有限公司继《雨港基隆》和《五月茉莉》后所制作的一部视觉小说兼美少女游戏。游戏故事舞台设定在1949年的澎湖縣馬公市，改编自澎湖七一三事件，并于2017年7月13日正式发售。

## 剧情
1949年，身为山东学生的游戏男主角尹曉風因为国共内战而跟随其他学生逃亡到澎湖，后与另外两名来自山东的女生孫儀芳和鄧琳相识并产生恋爱感情。

## 遊戲內容
本遊戲為長篇文字遊戲，其中會有些導致日後產生不同路線的選項，有些則無妨。
曉風線→曉風和其他兩人的逃脫計畫被軍方發現，為了順利讓兩人逃脫，自願簽下自首單，那之後跳海自殺。
鄧琳線→曉風成為鄧琳重要支柱，最終章在鄧琳家過夜後，鄧琳在曉風回村長家後被抓走，簽下自首單後被海拋。之後曉風帶走儀芳並在高雄生活。
儀芳線→曉風成為儀芳重要支柱，最終章在防空洞過夜後，儀芳在曉風回村長家後被抓走，簽下自首單後被槍斃。之後曉風帶走鄧琳並在高雄生活。
老師線→第二輪即可進入此線，曉風自顧自地脫逃到高雄，和老師訴說了所有人在澎湖的悲慘結局。
真實結局→得到鄧琳和儀芳路線的兩人存活結局後，第十二章的標題會改為〈追憶似水年華〉。三人最終成功逃脫，結果小船破洞，最後小船漂到小琉球上，三人下落不明。
快樂結局→真實結局結束後，再讀一次〈追憶似水年華〉的一開頭既可。那之後得知曉風的妹妹早已被余浮生收留，收到了劇團的邀請函後，搭船至小琉球並與三人見面。

## 角色
尹曉風
配音：钱欣郁
游戏男主角，自称为了避免入伍而男扮女装，山东学生，因逃亡到澎湖而与家人失散，寄居在村长洪志豪家中。
小時因為家裡的糟糕關係而男扮女裝，至第八章時在鄧琳或孫儀芳的幫助下，決心和她述出童年陰影。
邓琳
配音：林美秀
游戏女主角之一，邓平的妹妹，其父亲是中国国民党军官。
孫儀芳
配音：石薇
游戏女主角之一，期待反攻大陆回到山东。
赵燕
配音：丘梅君
副班长。身分充滿了神秘色彩，遊戲中能得知那並不是她真正的本名。於生死場中，得知和「她」有關係。
魏芳
配音：雷碧文
班长。後期為了班上的同學，和項太保結婚且懷有一子。後因為項太保被鬥死的緣故，自己也被電椅電死。
王志良
配音：于正昌
其父亲是军官。極其痛恨父母，遊戲第二輪可以得知其內心世界，生死場中和趙燕達成交易，意圖毒死父親。後至台灣當上公務員，死後捐出所有財產。
邓平
配音：何志威
邓琳的哥哥。於第十章末尾上吊自殺，第十一章被三人埋起，卻導致後面發生的一連串危機。
张桶
配音：杨凯凯
为人憨厚体型肥胖的一个学生。儀芳線時被發現，已成了枯骨。
余浮生
配音：劉傑
学校老师，也是尹晓风的干爹。被無故檢舉為匪諜後，在台灣高雄似乎過得挺愜意。
洪香兰
配音：傅其慧
洪志豪的女儿。
洪志豪
配音：曹冀鲁
洪香兰的父亲，被当地人称为村长。

## 制作
Erotes Studio制作组的首席执行官李處守称希望通过制作《她和他和她的澎湖灣》，使玩家在玩游戏的过程中把自己代入到当时的历史事件中，去了解当时的历史，以达到比教科书和历史书籍更好的教育效果。游戏的制作耗费了两年的时间，期间Erotes Studio制作组曾实地考察澎湖并采访澎湖七一三事件的经历者，并查阅了不少文献。

## 发行
- 2016年2月20日，官方网站上线。[6]
- 2016年2月22日，官方网站上提供试玩版的下载。[7]
- 2016年7月29日，游戏在Steam青睐之光上开启了投票。[2]
- 2016年10月7日，官方网站更新了新的试玩版。[8]
- 2017年7月13日，游戏正式发售。[1]